# Helmond Sport in het seizoen 1968/69
Het seizoen 1968/1969 was het 14e jaar in het bestaan van de Helmondse betaaldvoetbalclub Helmond Sport. De club kwam uit in de Eerste divisie en eindigde daarin op de zesde plaats. Tevens deed de club mee aan het toernooi om de KNVB Beker, hierin werd in de tweede ronde, na strafschoppen, verloren van RCH (1–1).

## Wedstrijdstatistieken

### Eerste divisie
|       | Blauw-Wit | FC Den Bosch '67 | SC Cambuur | D.F.C. | Eindhoven | Elinkwijk | Haarlem | Heracles | HVC   | RBC   | RCH   | SVV   | Veendam | Vitesse | De Volewijckers | Wageningen | Willem II |
| ----- | --------- | ---------------- | ---------- | ------ | --------- | --------- | ------- | -------- | ----- | ----- | ----- | ----- | ------- | ------- | --------------- | ---------- | --------- |
| Thuis | 0 – 0     | 0 – 0            | 2 – 2      | 1 – 0  | 0 – 0     | 2 – 0     | 0 – 1   | 3 – 1    | 1 – 0 | 2 – 1 | 1 – 1 | 3 – 0 | 4 – 0   | 1 – 1   | 3 – 2           | 2 – 0      | 0 – 1     |
| Uit   | 3 – 0     | 1 – 4            | 1 – 1      | 2 – 0  | 1 – 1     | 1 – 1     | 3 – 0   | 2 – 0    | 1 – 1 | 3 – 3 | 1 – 0 | 2 – 2 | 0 – 0   | 2 – 1   | 1 – 0           | 0 – 1      | 0 – 2     |

### KNVB beker
| 1e ronde                                         | Helmond Sport                                  | 2 – 0 (2 – 0)                         | Haarlem              |
| 15 september 1968 Plaats: Helmond De Braak       | Gerard van de Kerkhof 36' Gerrie van Berlo 44' |                                       |                      |
| 2e ronde                                         | RCH                                            | 1 – 1 (0 – 1, 1 – 1) Na strafschoppen | Helmond Sport        |
| 10 november 1968 Plaats: Heemstede Sportparklaan | Ton Smit 18'                                   |                                       | 63' Wim van den Berk |

## Statistieken Helmond Sport 1968/1969

### Eindstand Helmond Sport in de Nederlandse Eerste divisie 1968 / 1969
| Stand | Gespeeld | Gewonnen | Gelijk | Verloren | Punten | Doelpunten voor | Doelpunten tegen |
| ----- | -------- | -------- | ------ | -------- | ------ | --------------- | ---------------- |
| 6e    | 34       | 12       | 13     | 9        | 37     | 42              | 34               |

### Topscorers
| #                 | Naam                  | Goal |
| ----------------- | --------------------- | ---- |
| 1.                | Lambert Kreekels      | 13   |
| 2.                | Joop Oomens           | 10   |
| 3.                | Gerrie van Berlo      | 5    |
| 4.                | Fons van Wissen       | 4    |
| 5.                | Wim van den Berk      | 3    |
| 6.                | Gerard van de Kerkhof | 2    |
| 7.                | Len van den Boogaard  | 1    |
| 7.                | Loek Chatrou          | 1    |
| 7.                | Henk Daelmans         | 1    |
| 7.                | Jan Renders           | 1    |
| Onbekend doelpunt |                       |      |
| –                 | Onbekend              | 1    |
| Totaal            | Totaal                | 42   |

| #      | Naam                  | Goal |
| ------ | --------------------- | ---- |
| 1.     | Wim van den Berk      | 1    |
| 1.     | Gerrie van Berlo      | 1    |
| 1.     | Gerard van de Kerkhof | 1    |
| Totaal | Totaal                | 3    |

## Voetnoten
Blauw-Wit ·
FC Den Bosch '67 ·
Cambuur ·
D.F.C. ·
Eindhoven ·
Elinkwijk ·
Haarlem ·
Helmond Sport ·
Heracles ·
HVC ·
RBC ·
RCH ·
SVV ·
Veendam ·
Vitesse ·
De Volewijckers ·
Wageningen ·
Willem II